# Arabistyka chrześcijańska
Arabistyka chrześcijańska – nauka o chrześcijaństwie arabskim, będąca jedną z dziedzin orientalistyki wiążąca się ścisłe z koptologią i syrologią. Stanowi kontynuację obu nauk, ponieważ w czasach muzułmańskich język arabski zaczął stopniowo wypierać język koptyjski i język syryjski. 

## Rozwój badań
Początki tej nauki wiążą się z publikacją tekstów m.in. przekładów ksiąg biblijnych w poszczególnych bibliach wielojęzycznych. Najstarsze drukowane książki arabskie miały treść chrześcijańską. Pierwszymi wydawcami byli: John Selden (1584-1654), Abraham Ecchellensis (1604-1664), Eduard Pocock (1604-1691). Duże zasługi mają jezuici z Bejrutu: Louis Cheikho (zm. 1927). Założyli oni w 1898 czasopismo Al-Maszrik. 
Camille de Vaux (1867-1952) był tym badaczem, który zwrócił uwagę na znaczenie arabskich zabytków chrześcijaństwa dla szerszej publiczności. Od 1903 rozpoczęły się edycje tekstów w ramach Corpus Scriptorum Christianorum i Patrologia Orientalis. Naukowe badanie języka arabskich chrześcijan zapoczątkowali: Johannes Østrup (1867-1938), Georg Graf (1875–1955), Joshua Blau (ur. 1919). Autorem słownika podstawowej terminologi arabsko-chrześcijańskiej jest Georg Graf. Ten sam badacz jest również autorem pięciotomowej arabskiej literatury chrześcijańskiej. Arabistyką chrześcijańską zajmuje się pismo: Bulletin d'arabe chrétien.
Na gruncie polskim arabistyką chrześcijańską zajmują się tacy badacze, jak: Michael Abdalla, Sebastian Bednarowicz, Bartłomiej Grysa, Krzysztof Kościelniak.